# Aeropuerto Heriberto Gil Martínez
El Aeropuerto Heriberto Gil Martínez (IATA: ULQ, OACI: SKUL),  está ubicado en jurisdicción del municipio de Tuluá en el departamento del Valle del Cauca en Colombia.

Municipios cercanos: Bugalagrande a 15 km, Trujillo a 17 km, Guadalajara de Buga a 23 km, Sevilla a 38 km y Zarzal a 39 km

## Reseña
Antes del año 2004 su nombre era Aeropuerto Farfán, nombre que recibió debido a un asentamiento indígena de la zona de la cual existe un mito que cuenta la historia de un indio que pertenecía a una tribu llamada Farfán pero no hay documentos que lo corroboren. Por este terminal aéreo pasaron empresas como Aces con su conocidos Twin Otter y Latina de Aviación con naves Beechcraft 1900C en conexión a Bogotá.  En el Acuerdo n.º 16 de 20 de agosto de 2004, emanado del concejo municipal (cabildo), fue rebautizado con el nombre Aeropuerto Heriberto Gil Martínez, tulueño quien fuera uno de los primeros aviadores colombianos de la historia, junto con Camilo Daza precursor de la aviación en Colombia y cofundador de la FAC.

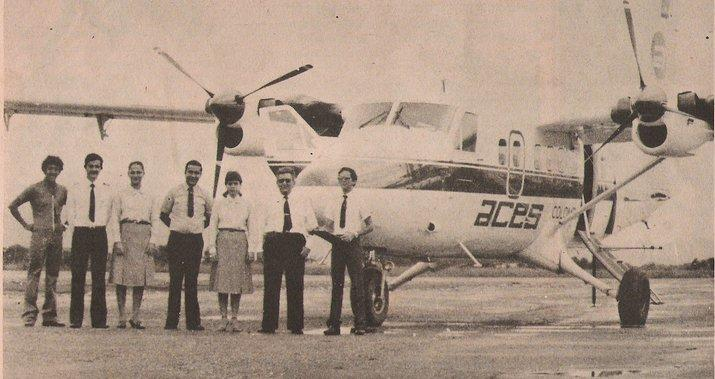
TwinOtter de Aces en el Aeropuerto de Farfán “Heriberto Gil Martínez” de Tuluá.

El predio del aeropuerto cuenta con una extensión de 770 metros aproximadamente de pista útil para ser alargada, con lo que el actual terminal quedaría con 1970 metros de longitud, distancia más que suficiente para que cualquier aeronave de turbo-propulsor opere en él.
Actualmente su pista de aterrizaje es utilizada por la Escuela Militar de Aviación Marco Fidel Suárez
El aeropuerto recibió una partida presupuestal de 12 mil millones en 2010 por parte del gobierno nacional a través de la Aerocivil, para inversiones y puesta a punto de la terminal para operaciones regionales.
A pesar de que el terminal aéreo se encuentra en medio de uno de los corredores más productivos del sur occidente colombiano y en general de ese país, lamentablemente la desidia de algunos sectores públicos y privados han obstaculizado la realización de obras pertinentes, ya que requiere de obras como la ampliación de la pista, ampliar y remodelar la terminal de pasajeros, torre de control y la ampliación de la plataforma, razones por la que se ha complicado la puesta en operación, esto le merma competitividad a este aeródromo.

## Aerolíneas que cesaron operación
Aerolíneas Extintas
- ACES Colombia
  - Bogotá / Aeropuerto El Dorado
- Latina de Aviación Colombia
  - Bogotá / Aeropuerto Internacional El Dorado
  - Mocoa/Villa Garzón / Aeropuerto Cananguchal

Aerolíneas Operativas

## Curiosidades
- En 2017 el aeropuerto es usado como set de filmación para el capítulo 10 de la temporada 4 de la serie "Narcos" de Netflix.